# 名木田惠子
名木田惠子（日语：名木田恵子，1949年11月28日—），日本作家、漫畫原作者。另有筆名：水木杏子、加津綾子、香田あかね。

## 經歷
名木田惠子生於東京都，因父母於其小學及高中時相繼去世，爾後寄宿在叔父家，所以立志早日成為作家自立。她就讀東京都立鷺宮高等學校二年級時，即獲得小學館《女學生の友》新人短篇小說賞，19歲以《よみがえり、そして夏は…》出道，接著進入文化學院就讀，文學科畢業。
1977年她以水木杏子之名擔任原作的漫畫《小甜甜》榮獲第1屆講談社漫畫賞少女部門賞。
2007年以《レネット 金色の林檎》榮獲第31屆日本兒童文藝家協会賞。